# Yannick Jauzion

a Compétitions nationales et continentales officielles uniquement.

b Matchs officiels uniquement.
Dernière mise à jour le 14 septembre 2011.
Yannick Jauzion, né le 28 juillet 1978 à Castres (Tarn), est un joueur international français de rugby à XV. Sélectionné en équipe de France de 2001 à 2011, il a notamment évolué au poste de centre au sein de l'effectif du Stade toulousain de 2002 à sa retraite en 2013.
Il a d'abord débuté la pratique du rugby à XV à l’école de rugby du SC Graulhet de 1985 à 1997, puis il a intégré l'équipe senior de 1997 à 2000. Après deux saisons où il découvre l’élite à l'US Colomiers il arrive au Stade toulousain en 2002 avec lequel il gagne la Coupe d'Europe de rugby à XV en 2003, 2005 et 2010 ainsi que le Top 14 en 2008, 2011 et 2012. Puissant, capable de rester debout et de valoriser le jeu de ses coéquipiers, excellent à la pénétration, en débordement, au pied ou en défense, il est considéré comme l'un des meilleurs centres du monde. Avec l'équipe de France, il remporte trois fois le Tournoi des Six Nations en 2004, 2007 et 2010.
Il a été désigné meilleur international français en 2004 et 2005 et meilleur joueur du Top 16 en 2005 par ses pairs lors de la première et seconde édition de la Nuit du rugby. Il a aussi décroché l'Oscar du Midi olympique en 2005 du meilleur joueur français du championnat. La même année, il est désigné meilleur centre par l'IRB. En 2010, il figure dans l'équipe-type européenne de l'European Rugby Cup (ERC), issue des clubs européens au cours des quinze dernières années, au poste de premier centre.

## Style de jeu
Doté d'un physique avantageux pour un centre (1,93 m, 107 kg), ses qualités techniques à la main et au pied, sa capacité à résister au plaquage et à toujours privilégier la solution collective en font rapidement un pion essentiel en club. Dans la relance, il a la capacité de franchir le rideau adverse et de transmettre le ballon dans les meilleures conditions, que ce soit en jouant debout ou bien dans les libérations au sol. Pour défendre, il est une des places imprenables au sein de son club. Longtemps indispensable au Stade Toulousain et en équipe de France, Jauzion reste l'alliance de la technique du "French Flair" à la puissance physique des grands joueurs de l'hémisphère Sud. Yannick Jauzion est cité en 2007 comme le remplaçant idéal de Tana Umaga par le responsable des All Blacks.

## Repères biographiques
Né le 28 juillet 1978 à Castres (Tarn) de parents éleveurs de brebis à Vénès, il joue au rugby depuis l'âge de 7 ans. Alors qu'il voulait d'abord devenir professeur de sport, il valide un diplôme d’ingénieur en Agriculture à l’École supérieure d'agriculture de Purpan en 2003. Yannick Jauzion est aussi ceinture marron de judo.

## Carrière

### 2001 - 2007: Débuts et révélations
Repéré au SC Graulhet, il fait ses débuts professionnels à Colomiers où il débarque en 2000, alors que le club vient de perdre sa première finale contre le Stade-Français. Dès novembre de cette année, il est sélectionné avec les Barbarians français pour jouer la Nouvelle-Zélande au Stade Bollaert à Lens. Les Baa-Baas parviennent à s'imposer 23 à 21. Jugé très puissant mais peu technique, Yannick Jauzion ne perce pas vraiment dans la cité columérine, où il lui arrive même d'évoluer à l'aile.
Il récolte tout de même sa première sélection en équipe de France le 16 juin 2001 contre l'équipe d'Afrique du Sud.

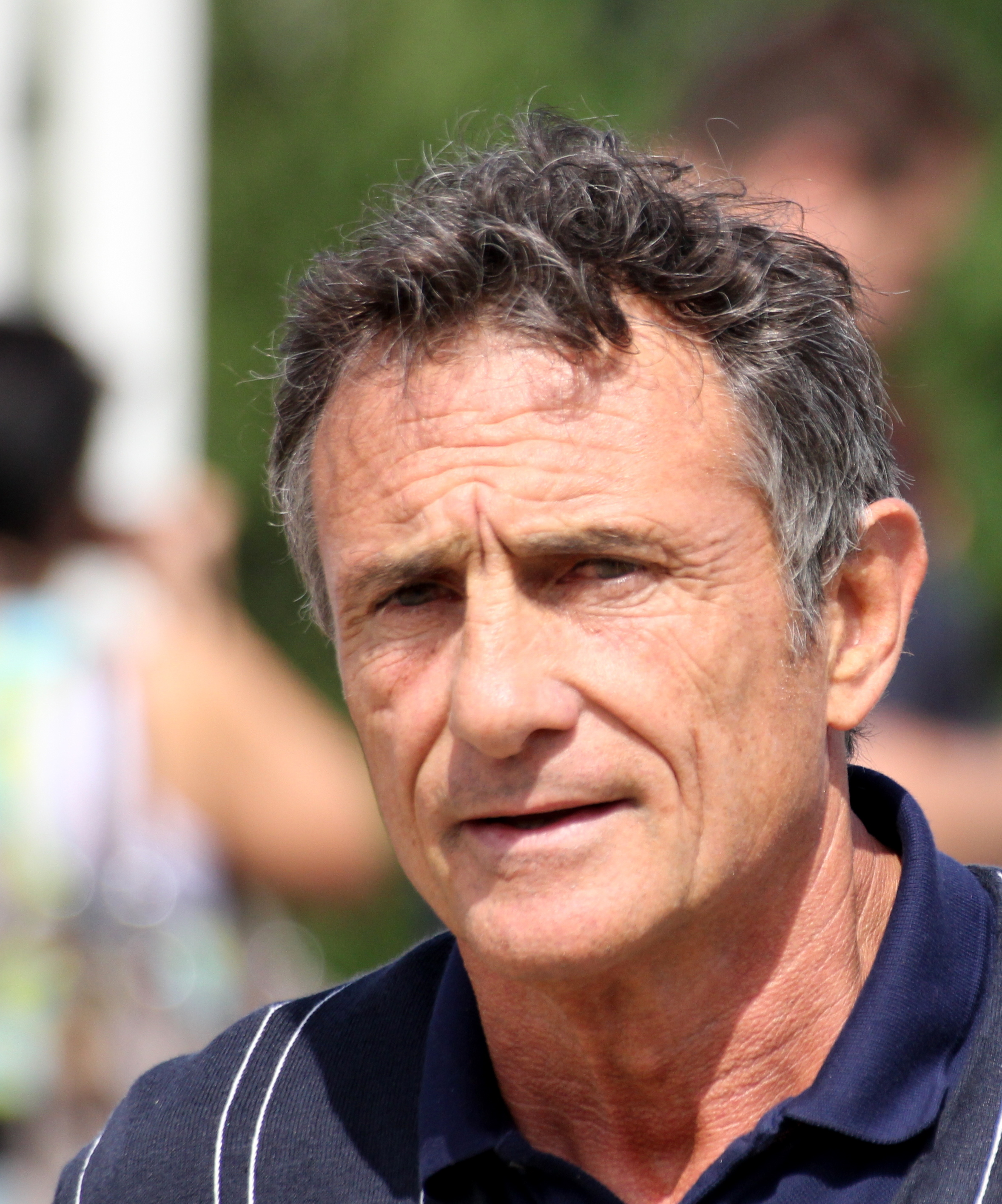
Guy Novès, ici en 2011, est le manager de Yannick Jauzion de 2002 à 2013.

Le Stade toulousain, en quête d'un centre, voit en Yannick Jauzion un joueur à très fort potentiel et le recrute au début de la saison 2002-2003. Après une courte période d'adaptation, il explose dans la seconde moitié de la saison et décroche son billet pour la Coupe du monde de rugby 2003. Il y est titulaire aux côtés de Tony Marsh, qui vient de triompher de son cancer, au détriment de Damien Traille, qui est titulaire depuis deux saisons et a remporté le grand chelem en 2002. C'est son coéquipier en club, Frédéric Michalak, qui évolue à l'ouverture. Il se révèle à l'échelle internationale, son équipe échouant en demi-finale contre les Anglais, futurs vainqueurs de la compétition.
Le 24 mai 2003, il est titulaire avec le Stade toulousain, associé à Xavier Garbajosa au centre, en finale de la Coupe d'Europe au Lansdowne Road de Dublin face à l'USA Perpignan. Les toulousains s'imposent 22 à 17 face aux catalans et deviennent ainsi champions d'Europe. La saison suivante, il joue de nouveau la finale de la Coupe d'Europe qui se déroule au Stade de Twickenham à Londres face aux London Wasps. Il est titularisé au centre, associé cette fois à Cédric Desbrosse. Les anglais l'emportent sur le fil 27 à 20, à la suite d'une erreur de Clément Poitrenaud, empêchant les toulousains de gagner un deuxième titre consécutif.
En 2004, aux côtés de Damien Traille, et toujours avec Michalak à l'ouverture, il remporte son premier grand chelem.

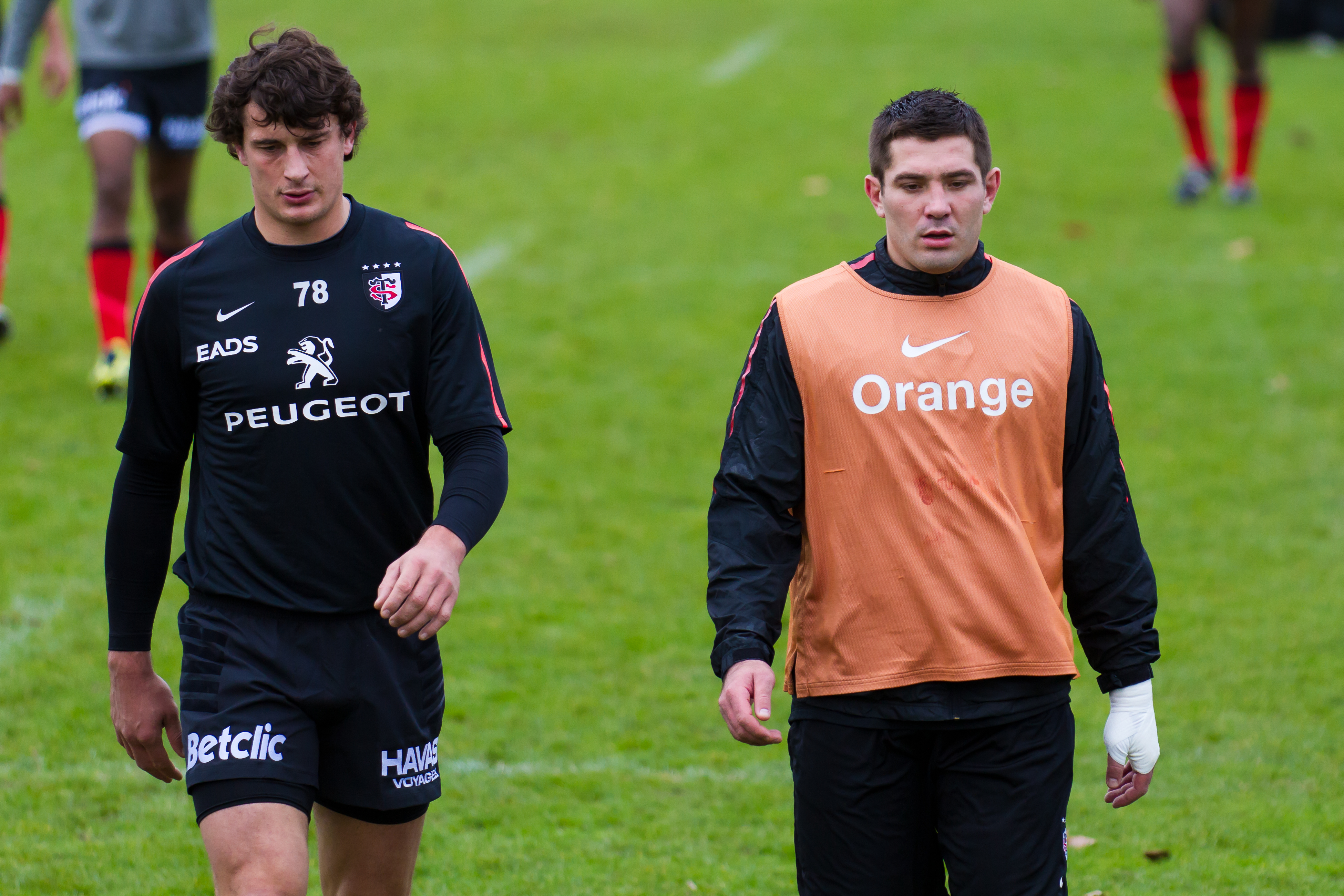
Yannick Jauzion et Florian Fritz, associés au Stade toulousain de 2004 à 2013.

En 2005, les Toulousains arrivent à se qualifier une troisième fois consécutive en finale de Coupe d'Europe face au Stade français. Titulaire au centre associé à Florian Fritz, il est de nouveau champion d'Europe en s'imposant 18 à 12 après prolongation.
Au contact du Stade toulousain, Jauzion s’affirme et développe un panel technique des plus intéressants ; il s’installe alors durablement en sélection.
Double champion d'Europe avec le Stade toulousain (2003, 2005), il est élu par ses confrères, lors des Nuits du rugby, meilleur international français de l'année 2004 et 2005, ainsi que meilleur joueur du championnat de France 2005. Il obtient, de la part de la presse et des lecteurs, l'Oscar du Midi olympique en 2005. Il connaît une baisse de forme inhabituelle en 2006, ce qui ne l'empêche pas d'être le meilleur français lors de deux déroutes contre les Blacks en novembre.

### Coupe du monde 2007
Alors qu'il était présenté comme l'un des meilleurs centres du monde avant la compétition, Jauzion déçoit lors du match d'ouverture de la Coupe du monde 2007 contre l'Argentine, perdu par la France. Il se retrouve alors remplaçant pour le match suivant contre la Namibie et David Marty se retrouve alors titulaire. Convaincu par la prestation de ce dernier, Bernard Laporte le maintient titulaire lors du match contre l'Irlande, tous deux remportés par les Bleus. Jauzion revient finalement comme titulaire lors du dernier match de poule contre la Géorgie. Titulaire lors du quart de finale contre les All Blacks, il finalise une percée de quarante mètres de Frédéric Michalak et offre aux Bleus leur deuxième essai du match qui leur assure la victoire, mais qui fera par la suite polémique pour une suspicion de passe en-avant entre les deux joueurs. L'équipe de France échoue en demi-finale contre l'Angleterre et se fait dominer lors de la petite finale contre l'Argentine.

### 2007 - 2009: Passage à vide

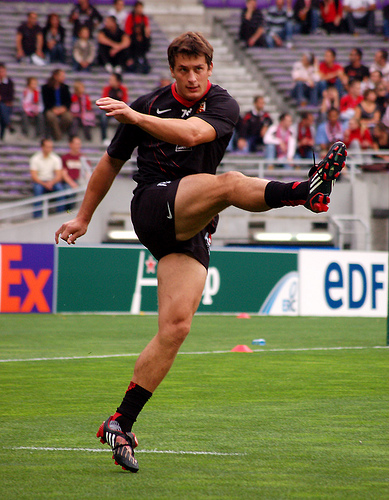
Yannick Jauzion à l'échauffement avant le match de Heineken Cup opposant l'équipe de Bath Rugby au Stade toulousain, le 12 octobre 2008

Écarté des trois premiers matchs du Tournoi des Six Nations 2008 en raison d'une blessure au métacarpe gauche, il marque un essai contre l'Italie. Il joue ensuite contre le Pays de Galles qui remporte le match ainsi que le Grand Chelem. Néanmoins, il conquiert avec le Stade toulousain son premier titre de champion de France le 28 juin 2008 face à Clermont.
Lors de la tournée d'été 2009 de l'équipe de France, Jauzion ne joue que 10 minutes lors du premier match contre la Nouvelle-Zélande et doit déclarer forfait pour le match retour en raison d'une douleur aux cervicales. Il ne participe d'ailleurs pas au match suivant contre l'Australie. Lors de la tournée d'automne il ne participe pas à la victoire des Bleus contre l'Afrique du Sud mais réalise toutefois un bon match contre les Samoa, match au cours duquel il marque un essai. Il réalise également de bonnes percées lors du dernier match contre la Nouvelle-Zélande mais qui n'aboutiront pas, les Bleus finissant par s'incliner. Pendant la tournée d'automne 2009, en raison de la concurrence avec Maxime Mermoz, Yann David et Mathieu Bastareaud, il passe d'une place de titulaire indiscutable à celle de remplaçant. Durant l'année 2009 il cumule les problèmes de santé avec, en plus de son entorse cervicale, une infection au staphylocoque doré et une opération des amygdales.

### 2010 - 2011: Titres européens et retraite internationale
Jauzion redevient titulaire incontesté lors de l'ensemble des matchs du Tournoi des Six Nations 2010. Indéboulonnable au centre de l’équipe de France, il remporte le Grand Chelem, en marquant deux essais contre l'Irlande et l'Italie, ainsi que la H Cup avec Toulouse la même année. Son expérience et sa maturité sont reconnues au sein des deux équipes qu'il côtoie.
En 2011, son parcours avec le XV de France est chaotique. Dans un premier temps, il ne fait pas partie des joueurs sélectionnés pour le Tournoi des Six Nations mais se retrouve réintégré dans l'équipe à la suite de la blessure de Maxime Mermoz contre l'Écosse. À la suite de la défaite historique contre l'Italie dans le Tournoi, il fait partie des 6 joueurs que Marc Lièvremont décide de ne pas reconduire pour le dernier match du Tournoi. À la surprise générale, il n'est pas retenu par Marc Lièvremont pour participer à la Coupe du monde 2011. C'est alors qu'il décide de mettre fin à sa carrière en équipe de France.
Remplaçant lors du quart et de la demi-finale de la coupe d'Europe, il est pourtant titulaire lors de la demi-finale du Top 14 contre Clermont lors de laquelle il effectue une percée décisive menant au premier essai de Rupeni Caucaunibuca. Il est à nouveau titularisé lors de la finale du championnat où Toulouse remporte un nouveau bouclier de Brennus, après une victoire contre Montpellier.

### 2011 - 2013: Fin de carrière
En juin 2012, il s'adjuge un nouveau titre de champion de France. Le Stade toulousain conserve en effet son titre en finale contre Toulon. En novembre 2012, il est sélectionné dans l'équipe des Barbarians français pour affronter le Japon au Stade Océane du Havre. Les Baa-Baas l'emportent 65 à 41.
Annoncé dans un premier temps à Colomiers pour la saison 2013-2014, Yannick Jauzion annonce le 26 juin 2013 qu'il met un terme à sa carrière de rugbyman,.
Après sa retraite sportive, Yannick Jauzion dirige la société Ginseng France qui commercialise du ginseng bio, plante ancestrale dont il est passionné depuis qu'il est joueur.
En 2014, il crée un cabinet de courtage en assurances, Excellium Assurances, avec trois associés, dont Jérôme Fernandez, ancien capitaine de l'équipe de France de Handball, assurances destinées aux entreprises et professionnels.
En 2021, tout en continuant ses activités d'assurances et Ginseng, il est candidat aux élections régionales en Occitanie sur la liste menée par la présidente sortante Carole Delga. Il est élu conseiller régional après la victoire de la liste socialiste avec 57,78 % de voix au second tour.

## Palmarès

### En club
- Championnat de France :
  - Vainqueur (3) : 2008, 2011 et 2012
  - Finaliste (3) : 2000, 2003 et 2006
- Coupe d'Europe (3) :
  - Vainqueur : 2003, 2005 et 2010
  - Finaliste (2) : 2004 et 2008
- Challenge Armand Vaquerin :
  - Vainqueur (1) : 2002
- Challenge de l'Espérance :
  - Vainqueur (1) : 1999 avec Graulhet. Victoire 25-15 devant Mazamet
- Championnat de France de Nationale 1 :
  - Finaliste (1) : 1999 avec Graulhet. Défaite 25-24 face à Aubenas

### En équipe nationale
- Vainqueur du Tournoi des Six Nations : 2004, 2007, 2010.
- Grand Chelem : 2004, 2010.
- Demi-finaliste de la Coupe du monde de rugby à XV : 2003 et 2007.

#### Tournoi
| Édition          | Rang | Résultats France | Résultats Y.Jauzion | Matchs Y.Jauzion |
| Six Nations 2004 | 1    | 5 v, 0 n, 0 d    | 5 v, 0 n, 0 d       | 5/5              |
| Six Nations 2005 | 2    | 4 v, 0 n, 1 d    | 2 v, 0 n, 1 d       | 3/5              |
| Six Nations 2007 | 1    | 4 v, 0 n, 1 d    | 4 v, 0 n, 1 d       | 5/5              |
| Six Nations 2008 | 3    | 3 v, 0 n, 2 d    | 1 v, 0 n, 1 d       | 2/5              |
| Six Nations 2009 | 3    | 3 v, 0 n, 2 d    | 3 v, 0 n, 2 d       | 5/5              |
| Six Nations 2010 | 1    | 5 v, 0 n, 0 d    | 5 v, 0 n, 0 d       | 5/5              |
| Six Nations 2011 | 2    | 3 v, 0 n, 2 d    | 1 v, 0 n, 2 d       | 3/5              |

Légende : v = victoire ; n = match nul ; d = défaite ; la ligne est en gras quand il y a Grand Chelem.

### Coupe du Monde

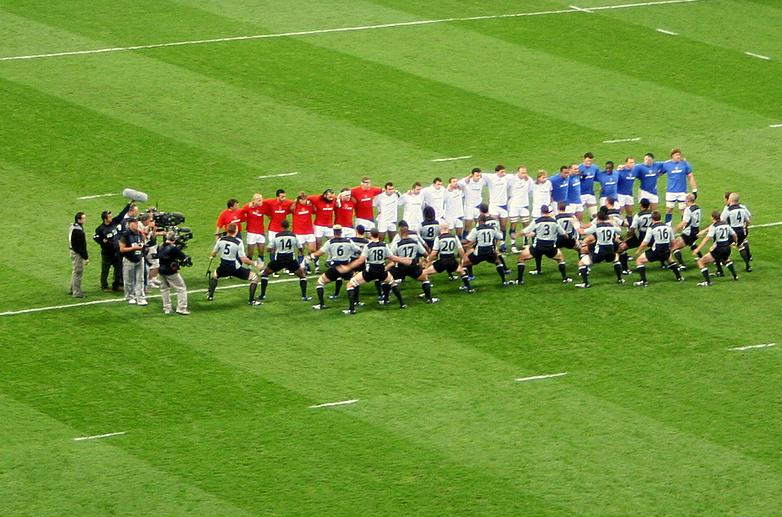
Quart-de-finale France - All Blacks en 2007.

- 2003 : 4 sélections (Fidji, Écosse, Irlande, Angleterre)
- 2007 : 6 sélections (Argentine, Namibie, Irlande, Géorgie, Nouvelle-Zélande, Angleterre)

| Édition        | Rang      | Résultats France | Résultats Y.Jauzion | Matchs Y.Jauzion |
| Australie 2003 | Quatrième | 5 v, 0 n, 2 d    | 3 v, 0 n, 1 d       | 4/7              |
| France 2007    | Quatrième | 4 v, 0 n, 3 d    | 4 v, 0 n, 2 d       | 6/7              |

Légende : v = victoire ; n = match nul ; d = défaite.

### Distinctions personnelles
- Oscar du Midi olympique :
  -  Or : 2005
  -  Bronze : 2004
  - Meilleur joueur européen : 2010[27]
- Nuit du rugby :
  - Meilleur joueur du Top 16 : 2005
  - Meilleur international français : 2004, 2005
- Distinctions internationales :
  - 2005 : Titulaire dans le XV mondial de l'International Rugby Board au poste de centre au côté de Tana Umaga.
  - 2007 : Nommé par l'International Rugby Board pour le titre de meilleur joueur de l'année en compagnie de Felipe Contepomi, Juan Martín Hernández, Bryan Habana et Richie McCaw.
  - 2010 : Premier centre de la Dream Team européenne ERC[28], annoncée à l'occasion des quinze ans de l'European Rugby Cup.
  - 2010 : Premier centre du « XV de Légende »[29], dévoilé à l'occasion des 25 ans de partenariat de la GMF avec la Fédération française de rugby à XV.

En 2016, le site Rugbyrama le classe quatrième parmi les 10 meilleurs joueurs de l'histoire du Stade toulousain.

## Statistiques

### En club
- 77 matchs joués en Coupe d'Europe, 87 points (17 essais, 1 transformation)[31].
- 237 matchs joués en Championnat de France, 245 points (48 essais, 1 drop, 1 transformation).
- 299 matchs joués avec le Stade toulousain, 317 points (62 essais, 1 drop, 2 transformations).
- 16 matchs joués à l'US Colomiers, 15 points (3 essais).

### En équipe de France
- 73 sélections en équipe de France de rugby à XV : 3 en 2001, 2 en 2002, 9 en 2003, 8 en 2004, 10 en 2005, 5 en 2006, 13 en 2007, 5 en 2008, 8 en 2009, 7 en 2010, 3 en 2011.
- 103 points : 20 essais, 1 drop.